# Garachico, La Palma
Garachico är en ort i Spanien.   Den ligger på ön La Palma i provinsen Provincia de Santa Cruz de Tenerife och regionen Kanarieöarna, i den sydvästra delen av landet, 1 800 km sydväst om huvudstaden Madrid. Garachico ligger 295 meter över havet.
Terrängen runt Garachico är kuperad norrut, men åt sydväst är den bergig. Havet är nära Garachico åt nordost. Runt Garachico är det ganska tätbefolkat, med 67 invånare per kvadratkilometer. Närmaste större samhälle är Los Llanos de Aridane, 20,0 km sydväst om Garachico. I omgivningarna runt Garachico växer i huvudsak blandskog.